# La Chapelle-Neuve (Côtes-d’Armor)
La Chapelle-Neuve (bretonisch Ar Chapel-Nevez) ist eine französische Gemeinde mit 403 Einwohnern (Stand: 1. Januar 2022) im Département Côtes-d’Armor in der Region Bretagne. Sie gehört zum Arrondissement Guingamp und zum Kanton Callac. Die Einwohner werden Chapelle Neuvois(es) genannt.

## Geographie
La Chapelle-Neuve liegt etwa 48 Kilometer westlich von Saint-Brieuc. 

## Geschichte
Die Gemeinde entstand aus Teilen von Plougonver.

## Bevölkerungsentwicklung

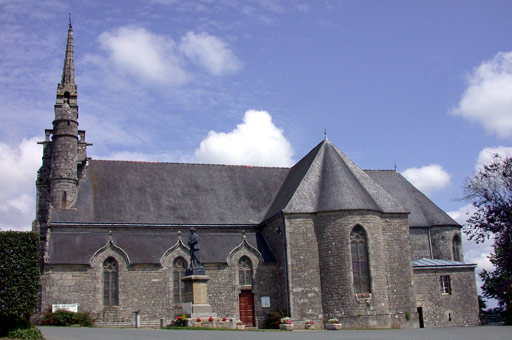
Kirche Notre-Dame-de-Pitié

| Jahr                       | 1861 | 1872 | 1876 | 1881 | 1911 | 1962 | 1968 | 1975 | 1982 | 1990 | 1999 | 2006 | 2016 |
| Einwohner                  | 1152 | 1152 | 1448 | 1394 | 1579 | 885  | 798  | 677  | 527  | 442  | 400  | 421  | 404  |
| Quellen: Cassini und INSEE |      |      |      |      |      |      |      |      |      |      |      |      |      |

## Sehenswürdigkeiten
- Pfarrkirche Notre-Dame-de-Pitié, vermutlich aus dem 16. Jahrhundert